# Larry Graham
Larry Graham, es un cantante de soul y funk y bajista nacido el 14 de agosto de 1946 en Beaumont (Texas). Fue bajista de la banda de funk Sly & the Family Stone; así como fundador y voz principal del grupo Graham Central Station. Participó en la creación de la técnica "slapping" con la que el bajo adquirió un nuevo sentido en la música; técnica a la que él llamó "Thumpin' and Pluckin'".

## Biografía
Graham tocó el bajo en Sly & the Family Stone en su periodo de mayor éxito e influencia en el panorama musical (1967 a 1972). Durante este periodo y su influencia en el "slap" se convirtió en uno de los bajistas más importantes de todos los tiempos. 
Tras la desintegración de la banda por la adicción a las drogas del cantante principal, Graham formó su propia banda, Graham Central Station. El nombre del grupo es una referencia a la "Grand Central Station" de Manhattan. El grupo tuvo algunos éxitos durante la década de los '70, de los que destaca el sencillo "Hair". 
A mediados de los '70, fue una de las piezas clave dentro de la carrera de Betty Davis (mujer de la leyenda del jazz Miles Davis). Con una banda que incluía miembros de The Pointer Sisters y The Tower of Power, Davis grabó tres álbumes que tuvieron una genial aceptación de la crítica, pero un escaso éxito comercial. 
En 1975, Graham se unió a la fe de los Testigos de Jehová. También se le atribuye la conversión de Prince a dicha fe. 
A principios de los '80 grabó cinco álbumes en solitario con los que consiguió algunos hits. Su mayor éxito fue "One in a Million, You", con el que llegó al número 9 de Billboard en 1980.
A finales de la década de los '90 grabó otro disco con una nueva banda, pero usando de nuevo el nombre de Graham Central Station. En esta nueva banda había miembros de Sly & the Family Stone; Cynthia Robinson y Jerry Martini. Entre 1997 y 2000 estuvo en varias giras con Prince como bajista.

## Discografía

### Álbumes
- 1980: One in a Million You
- 1981: Just Be My Lady
- 1982: Sooner or Later
- 1983: Victory
- 1985: Fired Up
- 1998: GCS2000

### Sencillos
| Año  | Título                                          | Álbum                | Hot 100 | R&B singles | UK Chart |
| ---- | ----------------------------------------------- | -------------------- | ------- | ----------- | -------- |
| 1980 | "One in a Million You"                          | One in a Million You | 9       | 1           |          |
| 1980 | "When We Get Married"                           | One in a Million You | 76      | 9           |          |
| 1981 | "Guess Who"                                     | Just Be My Lady      |         | 69          |          |
| 1981 | "Just Be My Lady"                               | Just Be My Lady      | 67      | 4           |          |
| 1982 | "Sooner or Later"/ "Don't Stop When You're Hot" | Sooner or Later      |         | 27 16       |          |
| 1983 | "I Never Forget Your Eyes"                      | Victory              |         | 34          |          |

- Datos: Q471032
- Multimedia: Larry Graham / Q471032